# Fracture de fatigue

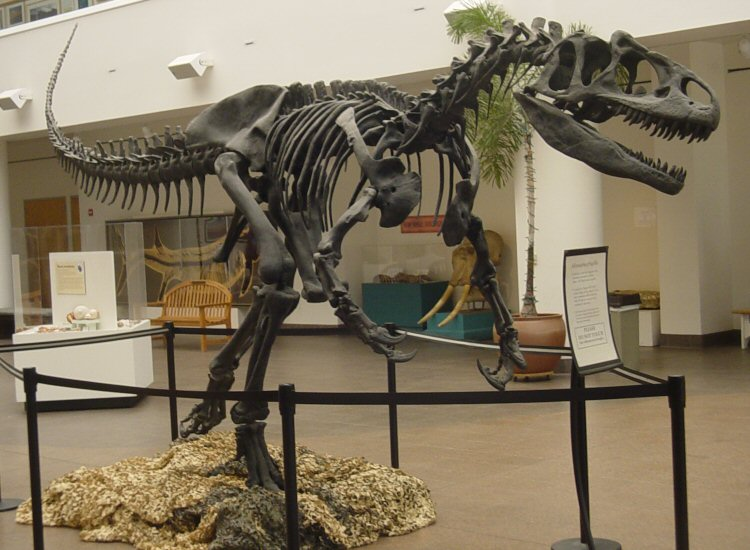
Les fractures de fatigue ne sont pas exclusives aux humains : Allosaurus fragilis est le dinosaure sur lequel on en a trouvé le plus, selon une étude de 2001

Une fracture de stress ou de fatigue est un type de fracture incomplète des os causée par un stress répété ou inhabituel. Ce type de fracture peut être décrit comme une fine fissure d'un os.

## Épidémiologie
C'est une blessure sportive fréquente, particulièrement pour les personnes en excellente condition physique. Elle a surtout lieu sur les os qui supportent le poids du corps, tels les os des membres inférieurs : tibia, fibula (péroné) et métatarses. Elles constituent entre 0,7 et 20 % des traumatismes secondaires au sport.
Les fractures de fatigue ne sont pas le résultat de lésions distinctes (par exemple, une chute ou un coup), mais elles surviennent après un stress répété et une utilisation excessive. Les fractures de fatigue des os métatarsiens (fractures de la marche) surviennent en général chez les coureurs à pied qui changent trop rapidement l’intensité ou la durée des exercices physiques et chez les personnes en mauvaise condition physique (surpoids et/ou fatigue) qui marchent sur de longues distances en portant une charge (par exemple, les nouvelles recrues militaires). Comme autres facteurs, il faut citer une voûte plantaire très arquée, des chaussures qui n’amortissent pas les chocs et l’amincissement des os (ostéoporose).
Les femmes et les jeunes filles qui pratiquent l’exercice physique avec intensité sans suivre de régime alimentaire adéquat (par exemple, les coureurs de fond et certains athlètes dans les sports d’exhibition) risquent de subir des fractures de fatigue. Elles peuvent voir cesser leurs règles (aménorrhée) et souffrir d’ostéoporose. Cette affection est connue sous le nom de triade de l’athlète féminine (aménorrhée, troubles du régime alimentaire et ostéoporose).

## Symptômes
Les symptômes incluent de la douleur et de la sensibilité, surtout lorsque le poids est supporté.
La douleur est généralement très localisée sur un point précis de l'os.
Lors d'une course, il est typique que la douleur soit intense au début, modérée au milieu puis sévère à la fin et après son exécution.
Au début la douleur peut disparaître le lendemain de l'effort, mais finit par ne plus partir si l'activité est répétée.
La localisation de la fracture dépend de l'activité ou du sport exercé. Elle est, par exemple, plus fréquente sur le calcanéum chez le jeune militaire, non encore habitué aux longues marches et en profond état de fatigue.

## Diagnostic

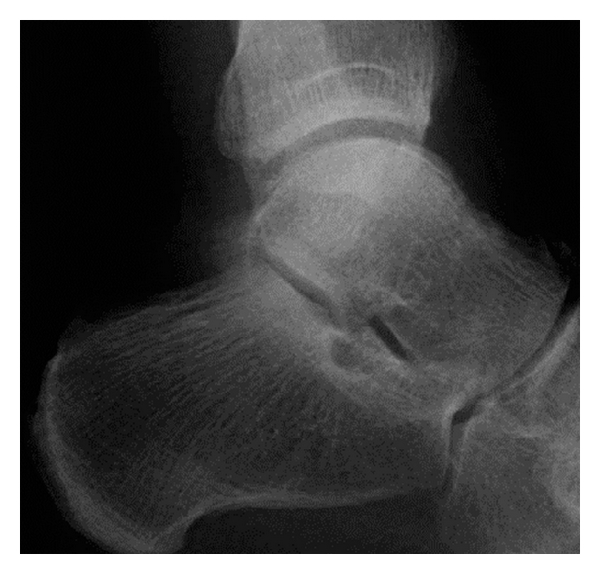
Radiographie d'une fracture de fatigue du talus

Pour vérifier la présence d'une fracture de stress, la radiographie n'est pas toujours efficace au début de la fracture, voire jamais dans certains cas. On peut donc utiliser la scintigraphie osseuse, la tomodensitométrie ou l'IRM pour un diagnostic précoce ; ou la radio standard différée d'une dizaine de jours. 

## Traitement
Si la fracture de stress se situe sur un os qui supporte le poids du corps, la guérison peut être retardée ou arrêtée si l'on continue à mettre du poids sur cet os.
Le repos est la seule façon de guérir une telle fracture. Le temps de guérison varie de 4 à 8 semaines. L'activité ayant causé la fracture doit être évitée durant 1 à 6 semaines selon sa gravité ; pour le restant de la récupération, on n'effectue qu'une activité légère. La densité osseuse met environ 24 semaines pour revenir à sa normale.
Dans certains cas, de la stimulation électromagnétique des os les aide à se reformer [réf. nécessaire]. Dans d'autres cas, on chausse une botte de plastique dur (une orthèse). Des semelles amortissantes peuvent être prescrites pour atténuer les vibrations lors de la récupération. Enfin, pour les fractures de stress graves, la chirurgie peut être nécessaire et la réadaptation peut prendre six mois.

## Causes
Une telle fracture est due à un stress répété ou excessif, qui ne permet pas aux ostéoblastes de réparer à temps les dommages faits à l'os car il y a déséquilibre entre la formation osseuse et la résorption osseuse. Elle survient sur un os sain.
Par exemple, cette blessure peut survenir quand un entraînement trop intensif est entrepris trop rapidement, et pratiqué sur une surface dure telle que du béton ou du synthétique. Un autre exemple est celui de soldats qui doivent marcher de longues distances.
Une fracture de stress peut aussi avoir lieu lors d'une grande fatigue musculaire. Les muscles et les os servent d'absorbeurs de chocs, donc quand les muscles deviennent trop fatigués pour absorber les chocs, ceux-ci sont transférés aux os.
De plus, l'occurrence passée de fractures de fatigue en augmente les chances de se répéter.

## Prévention
L'application progressive de stress plus intense prévient ce genre de fracture.
Les muscles adjacents devraient aussi être renforcés.
Des suppléments alimentaires de calcium et de vitamine D aident au développement des os. On a trouvé que ces suppléments diminuaient la survenue de fractures de stress chez les recrues militaires de sexe féminin.